# كريستيان ألكسندر
كريستيان ألكسندر (بالإنجليزية: Christian Alexander)‏ مواليد 14 أبريل 1990 في أثينا، هو ممثل أمريكي بدأ مسيرته الفنية سنة 2006.

## الأعمال

### مسلسلات
- غريز أناتومي (2008) (بدور: ويل)
- المستشفى العام (2009)
- لعبة الكذب (2011)

## روابط خارجية
- كريستيان ألكسندر على موقع IMDb (الإنجليزية)
- كريستيان ألكسندر على موقع قاعدة بيانات الفيلم (الإنجليزية)